# Holotrichia standfussi
Holotrichia standfussi är en skalbaggsart som beskrevs av Brenske 1892. Holotrichia standfussi ingår i släktet Holotrichia och familjen Melolonthidae. Inga underarter finns listade i Catalogue of Life.